# Les Amours d'Omar Khayyam
Pour plus de détails, voir Fiche technique et Distribution.
Les Amours d'Omar Khayyam (titre original : Omar Khayyam) est un film américain réalisé par William Dieterle, sorti en 1957. 
Le film s'inspire de la vie du poète persan du XIe siècle Omar Khayyam.

## Fiche technique
- Titre : Les Amours d'Omar Khayyam
- Titre original : Omar Khayyam
- Réalisation : William Dieterle, assisté de Joseph L. McEveety
- Scénario : Barré Lyndon
- Production : Frank Freeman Jr.
- Société de production : Paramount Pictures
- Musique : Victor Young
- Photographie : Ernest Laszlo
- Montage : Everett Douglas
- Direction artistique : J. McMillan Johnson et Hal Pereira
- Décorateur de plateau : Sam Comer et Grace Gregory
- Costumes : Ralph Jester
- Pays d'origine :  États-Unis
- Langue : anglais
- Format : Couleur (Technicolor) — 35 mm — 1,85:1 — Son : Mono (Westrex Recording System)
- Genre : Film d'aventure
- Durée : 101 minutes
- Date de sortie :
  - États-Unis : 23 août 1957 New York

## Distribution
- Cornel Wilde  (V.F : Michel Gudin) : Omar Khayyam
- Michael Rennie (V.F : Marc Valbel)  : Hasani Sabah
- Debra Paget (V.F : Thérèse Rigaut)  : Sharain
- John Derek  (V.F : Serge Lhorca) : Prince Malik
- Raymond Massey  (V.F : Louis Arbessier) : Le Shah
- Yma Sumac : Karina
- Margaret Hayes  (V.F : Paula Dehelly ) : Reine Zarada
- Joan Taylor  (V.F : Martine Sarcey) : Yaffa
- Sebastian Cabot : Le Nizam
- Perry Lopez : Prince Ahmud
- Morris Ankrum  (V.F : Richard Francoeur) : Imam Nowaffak
- Abraham Sofaer : Tutush
- Edward Platt  (V.F : Jacques Beauchey) :Prieur Jayhan
- James Griffith : Buzorg
- Peter Adams : Maître Herald
- John Abbott (non crédité) : Yusuf
- Avec les voix de Emile Duard,Renée Simonot,Maurice Dorleac
- Narration : Claude Peran